# Magic words
「magic words」（マジック・ワーズ）は、寺島拓篤の1枚目のシングル。2012年11月21日にLantisから発売された。
付属のDVDには、7月に赤坂BLITZで行われたチケット即完の初ワンマンライブ“NEW GAME -FIRST STAGE-”のダイジェスト及び表題曲のミュージッククリップを収録。

## 収録曲
（全作詞：寺島拓篤）
1. magic words [4:24]
  - 作曲・編曲：中山真斗
  - 「爽やかなストリングが印象的」な楽曲[3]。
2. FAKE [3:38]
  - 作曲・編曲：工藤嶺
3. hazy [4:28]
  - 作曲・編曲：青木繁男
4. magic words （instrumental）
5. FAKE（instrumental）
6. hazy（instrumental）